# أبو الجوزاء الربعي
أَبُو الجَوْزَاءِ أَوْسُ بْنُ عَبْدِ اللهِ بْنِ خَالِدٍ الرُّبَعِيُّ الزَّهْرَانِيُّ الأَزْدِيُّ البَصْرِيُّ  (نحو 1 ق هـ - محرم 82 هـ / 621 - فبراير701): تابعيّ مشهورٌ، له إدراك، ومن الشجعان الفضلاء. اشتهر في البصرة، وقتل فيها يوم الزاوية في محرم 82 هـ.

## حياته
شهد اليرموك مع قومه وهو شابًا يافع، وحضر خطبة عمر بن الخطاب في الجابية وروى عنه. شهد فتوح حلب وأنطاكية والشمال الشامي، وفي منتصف محرم سنة 18 هـ الموافق يناير 639، ولاه أبي عبيدة بن الجراح بلدة بزاعة، وهو فتى دون عشرين سنة.
وفي خلافة عثمان بن عفان رحل من الشام إلى العراق، ثم تنقل بين المدينة المنورة ومكة والكوفة، وروى عن كبار الصحابة أمثال: عبد الله بن مسعود وأبي بن كعب. ولما آلت إلى معاوية بن أبي سفيان الخلافة، انتقل إلى المدينة المنورة، واستقر فيها إثنا عشر سنة، وروى عن أعلام الصحابة أمثال: الحسن بن علي، وعائشة بنت أبي بكر زوج النبي، وأبو هريرة، وعبد الله بن عمرو بن العاص، والنعمان بن بشير، وعبد الله بن عباس، وعبد الله بن عمر، وأبو سعيد الخدري، وصفوان بن عسال، وأنس بن مالك. وكان ملازمًا لإبن عباس والسيدة عائشة، وفي ذلك يقول: « أقمت مع ابن عباس وعائشة اثنتي عشرة سنة ليس في القرآن آية إلا سألتهما عنها».
غادر أبو الجوزاء المدينة المنورة إلى البصرة في سنة 53 هـ، غير أنه لم ينقطع عن مكة، وكان كثيراً ما يحج البيت ويجتمع بالصحابة وفضلائها. عاش آخر ثلاثين سنة من حياته في البصرة، يقرئ ويفتي ويحدث حتى صار شيخها وعالمها. عمر طويلاً، إذ عاش زهاء ثمانون سنة، وكان مهيبًا فاضلًا ورعًا تقيًّا، وفيه أبو نعيم الأصبهاني يقول: «المجانب للأهواء والآراء، المفارق للتلاعن والأسواء، أوس بن عبد الله أبو الجوزاء». وكان أبو الجوزاء معاديًا لبني أمية، وهو من العباد الأشراف الذين وقفوا مع ابن الأشعث في ثورته على الحجاج بن يوسف بالعراق، وقتل في وقعة (يوم الزاوية)، وفي ذلك قال صاحب سير أعلام النبلاء: «أوس بن عبد الله الربعي البصري ، من كبار العلماء.. .وكان أحد العباد الذين قاموا على الحجاج».

## صفته
قالوا في صفته: كان أصفر اللحية - يُصفّر لحيته - نظيف الأثواب في غير تكلف وإسراف، يحب النظافة والنظام في كل شيء، وكان تعبدًا يصوم عن الأكل سبعة أيام متواصلة من حين لآخر. ربما في شوال لان التواصل محرم إلا في بعض الايام

## عنه
- «قراءة أبو الجوزاء صوتيًا ودلاليًا» للدكتور محمد عبد العال السيد إبراهيم من سبعين صفحة.[23]
- «الآراء الفقهية للتابعي الجليل أبو الجوزاء» للدكتور شكر محمود فرحان الزوبعي.[24]